# Церква Собор Борщівської ікони Божої Матері (Борщів)
Церква Собор Борщівської ікони Божої Матері в Борщеві — парафія і храм Борщівського благочиння Тернопільської єпархії Православної церкви України в місті Борщів Чортківського району Тернопільської области.

## Історія церкви
Наприкінці XVII століття в Борщеві було явлення Божої Матері, тому на цьому місці збудували капличку і викопали криницю. У середині XVIII століття тут з'явився дерев'яний храм Різдва Христового.
У довоєнні роки багато людей бачили явлення Божої Матері над криницею та на місці, де нині стоїть собор. За радянської влади живоносне джерело було засипано сміттям.
Після здобуття Україною незалежності на місці колишньої каплички почали будувати храм на честь Борщівської ікони Божої Матері.
31 липня 1994 року архієпископ Тернопільський і Бучацький Василій освятив перший камінь собору. Під час цієї події над хоругвою з'явилася Божа Матір, яка благословила будівництво та зцілила поранену руку інженера Ігоря Ротка.
Пізніше вона зцілила Ольгу Хому, сліпу художницю та паралізованого чоловіка.
У вересні 1994 року Патріарх Київський і всієї Руси-України Філарет благословив святкувати день явлення Божої Матері щороку 31 липня.
14 січня 1995 року храм було названо собором Борщівської ікони Божої Матері.
4 грудня 2006 року собор освятив єпископ Тернопільський і Бучацький Нестор. На початку Літургії над вівтарем зійшла Божа Мати, щоб благословити присутніх.
11 жовтня 2009 року Патріарх Філарет та єпископ Нестор, у співслужінні з іншими архієпископами та єпископами, освятили іконостас, розпис, копію гробу Господнього, статую Божої Матері з ангелами та капличку.
4 грудня 2009 року єпископ Нестор освятив живоносне джерело-криницю.
Розпис собору виконав художник Олександр Бойко. Кошти на розпис надали Богдан Федорчук та його дружина Олександра, а престол пожертвував спиртозавод.

## Парохи
- о. Іван Яворський.